# Sybra albostictipennis
Sybra albostictipennis là một loài bọ cánh cứng trong họ Cerambycidae.